# Armstrong Whitworth Argosy
El gran biplano trimotor Armstrong Whitworth Argosy fue un transporte comercial, diseñado y construido por la firma aeronáutica Armstrong Whitworth Aircraft Ltd. y operado por la aerolínea británica Imperial Airways desde 1926 hasta 1934 para servir en sus rutas europeas, africanas y la India.

## Historia y diseño
El AW.154 Argosy surgió como consecuencia de la política adoptada por la aerolínea Imperial Airways en 1925, en la que se decidió por razones de seguridad, reemplazar los siete monomotores de Havilland DH.34 de los trece aviones que Imperial Airways, creada en 1923, siguiendo el dictamen del Comité Hambling que recomendaba la fusión de las cuatro principales aerolíneas existentes, para crear una compañía lo suficientemente fuerte para permitir el desarrollo de los servicios aéreos internacionales británicos, contaba en su flota. Armstrong Whitworth Aircraft Ltd. ya tenía un proyecto con las especificaciones requeridas desde 1922, por lo que la construcción del primer avión, un gran biplano trimotor llamado Argosy fue rápida; el prototipo (G-EBLF) City of Glasgow realizó su primer vuelo el 16 de marzo de 1926 e inmediatamente se recibió un pedido de tres aviones. El segundo AW.154 Argosy (G-EBLO) voló el 18 de junio de 1926 y fue el primero que se entregó a estas líneas aéreas.

### Diseño
El fuselaje era un cuerpo rectangular con estructura de acero soldada y revestimiento de lino. Detrás del compartimento del motor de proa, una cabina de pilotos abierta, y en el interior, una cabina de pasaje con 20-22 plazas en dos filas de dos asientos con un pasillo entre ellos. Biplano con alas rectangulares de igual envergadura; el ala superior está unida al fuselaje con la inferior con diez puntales y arriostradas con cables formando X; cada ala contaba con alerones; el marco era de madera y revestida de lino; la parte central del ala superior era de largueros de acero.
Estaba propulsado por tres motores, uno en el morro y los otros dos en góndolas bajo las alas. Dependiendo del tipo, se instalaron motores radiales en estrella Armstrong Siddeley Jaguar IIIA de 380 HP (283 kW) en el Argosy Mk.I y, Armstrong Siddeley Jaguar IVA de 422 HP (306 kW) (Argosy Mk.II); los depósitos de combustible estaban situados debajo del centro del ala superior. La cola era biplana con tres derivas y el tren de aterrizaje estaba unido al ala inferior por dos puntales de acero y, entre el eje de las ruedas por otros cuatro en forma de V, contaba con patín de cola.
Los cuatro aviones más tarde solicitados de la variante Argosy Mk.II propulsados con motores Jaguar IVA tenían un peso total de 8709 kg (kilogramos), a diferencia de los Mk.I, cuyo peso era de 8165 kg. Los tres Mk.I originales también fueron remotorizados con los Jaguar IVA. Estos cuatro aparatos empezaron a prestar servicio en 1929.

## Historia operacional
Imperial Airways comenzó a operar inicialmente con el Argosy G-EBLO City of Birmingham el 16 de julio de 1926 en la ruta Londres-París; el avión resultó ser un éxito  tanto, por el incremento en el número de pasajeros (en el primer año de operaciones, la compañía transportó 11 395 pasajeros y 212 380 cartas), como en la disminución de los costes por tonelada/kilómetro, lo que le permitió inaugurar, el 1 de mayo de 1927 en dicha ruta, el servicio de lujo Silver Wing; el número de asientos en la cabina se redujo de 20 a 18 para conseguir el espacio necesario para una pequeña barra y un sobrecargo de vuelo que atendía al pasaje y servía bebidas y comidas. Los vuelos eran operados diariamente con una duración de 2 horas y 15 minutos aproximadamente. Los Argosy también fueron usados en la línea desde Londres a Bruselas, Colonia y Basilea.
Los Argosy de Imperial Airways inauguraron el primer correo aéreo entre el Reino Unido y la India el 30 de marzo de 1929; el correo era transportado hasta Basilea, desde se llevaba por tren a Génova y posteriormente, en otros tipos de aviones (Short S.8 Calcutta y de Havilland DH.66 Hercules) y con varias escalas hasta Karachi ; más tarde, la línea se extendió a Delhi. El viaje que duraba seis días, tenía un precio de £130. En 1931, los aviones G-EBLF y G-EBLO fueron transferidos a la ruta El Cairo - Jartum ; esta ruta no era solo otra línea, sino parte de la  que se prolongaba hasta Ciudad del Cabo. En las rutas africanas, el Argosy se usó hasta 1933.
El AW.154 Argosy demostró ser un avión bastante confiable; hasta 1933 solo hubo unos pocos accidentes de vuelo en los que nadie resultó gravemente herido; tres Argosy se perdieron durante el servicio con Imperial Airways, uno en un aterrizaje forzoso cerca de Asuán y otro durante un accidente de entrenamiento, ambos en 1931. Solo el accidente del Mk.II G-AACI City of Liverpool ocurrido el 28 de marzo de 1933 eclipsó el panorama general; en ruta de Bruselas a Londres, a una altitud de 700 m (metros), se produjo un incendio, al parecer, en el compartimiento de equipajes, por lo que, el avión se estrelló en las proximidades de la aldea de Dixmuda (Bélgica); como resultado, tres miembros de la tripulación y los doce pasajeros murieron (no fue posible establecer las causas del incendio).
A mediados de la década de 1930, el diseño del avión resultaba obsoleto y, en 1934, Imperial Airways retiró al Argosy de las líneas; sin embargo su carrera no terminó allí; el sexto avión (G-AACJ) City of Manchester, último ejemplar que quedaba en servicio fue adquirido por United Airways Ltd, que lo uso a lo largo de la segunda mitad de 1935 en vuelos turísticos desde el Stanley Park Aerodrome (Blackpool), más tarde, fue absorbida por British Airways Ltd que lo usó desde enero hasta diciembre de 1936.

## Variantes
Argosy Mk.I
tres aviones propulsados por tres motores radiales Armstrong Siddeley Jaguar IIIA de 385 HP (287 kW). Más tarde equipado con motores Jaguar IVA.
Argosy Mk II
cuatro aviones propulsados por tres motores radiales Armstrong Siddeley Jaguar IVA de 420 HP (313 kW).

## Flota AW.154 Argosy Imperial Airways 1926–1934
| Tipo  | Matrícula | Nombre             |
| ----- | --------- | ------------------ |
| Mk.I  | G-EBLF    | City of Glasgow    |
| Mk.I  | G-EBLO    | City of Birmingham |
| Mk.I  | G-EBOZ    | City of Wellington |
| Mk.II | G-AACH    | City of Edinburgh  |
| Mk.II | G-AACI    | City of Liverpool  |
| Mk.II | G-AACJ    | City of Manchester |
| Mk.II | G-AAEJ    | City of Coventry   |

## Especificaciones técnicas (Armstrong Whitworth Argosy Mk.II)
Referencia datos: Enciclopedia Ilustrada de la Aviación Vol. 2, 294 pp., Edit. Delta, Barcelona, 1982. ISBN 84-85822-36-6.

### Características generales
- Tripulación: 2-3
- Capacidad: 18-20
- Longitud: 20,42 m
- Envergadura: 27,53 m
- Altura: 6,10 m
- Superficie alar: 174,01 m²
- Peso vacío: 5484 kg
- Peso máximo al despegue: 8709 kg
- Planta motriz: 2× radial 14 cilindros en dos filas refrigerado por aire con reductor Armstrong Siddeley Jaguar IVA.
  - Potencia: 306 kW (422 HP; 416 CV) cada uno.
- Hélices: bipala

### Rendimiento
- Velocidad nunca excedida (Vne): 177 km/h
- Velocidad crucero (Vc): 145-153 km/h
- Alcance: 650 km
- Régimen de ascenso: 4 min 30 seg hasta los 915 m (3000 pies)

## Aeronaves de características, uso y época similares
- Blériot 155
- de Havilland DH.66 Hercules
- Handley Page Tipo W
- Handley Page HP.42
- Junkers G 31